# Airtight Games
Airtight Games va ser un desenvolupador de videojocs independent nord-americà amb seu a Redmond fundat el 2004. Estava format per antics membres de FASA Studio, Will Vinton Studios i Microsoft, així com diversos altres estudis, amb membres clau com el president i director creatiu Jim Deal, el director d'art Matt Brunner i el cofundador Ed Fries.

## Història
Airtight Games es va formar l'any 2004 per l'equip principal que va enviar el títol de Xbox Crimson Skies: High Road to Revenge. El seu primer títol va ser el joc d'acció del 2010 Dark Void, publicat per Capcom i llançat per a Microsoft Windows, PlayStation 3 i Xbox 360 plataformes.
El 2012 van llançar un joc de plataforma de trencaclosques amb Square Enix com a editor, titulat Quantum Conundrum. Van seguir amb dos jocs per a mòbils per a iOS el 2012 i el 2013, i Soul Fjord, un joc híbrid roguelike/ritme desenvolupat com a títol exclusiu per al curtmetratge. va viure la consola Ouya i es va llançar el 2014.
El juny de 2014 van llançar el joc d'aventures i misteri Murdered: Soul Suspect, publicat per Square Enix i llançat per a Microsoft Windows, PlayStation 3, PlayStation 4, Xbox 360 i Xbox One. . A principis d'aquell any, l'estudi havia acomiadat 14 empleats i el seu director creatiu Kim Swift es va unir a Amazon Game Studios. Un mes després Airtight Games va tancar el juliol de 2014.

## Jocs desenvolupats
| Curs | Títol                  | Editor         | Plataforma(s) | Plataforma(s) | Plataforma(s) | Plataforma(s) | Plataforma(s) | Plataforma(s) | Plataforma(s) |
| Curs | Títol                  | Editor         | Ouya          | iOS           | PS3           | Win           | X360          | PS4           | XBO           |
| ---- | ---------------------- | -------------- | ------------- | ------------- | ------------- | ------------- | ------------- | ------------- | ------------- |
| 2010 | Dark Void              | Capcom         | (noruec)      | (noruec)      | Sí            | Sí            | Sí            | (noruec)      | (noruec)      |
| 2012 | Quantum Conundrum      | Square Enix    | (noruec)      | (noruec)      | Sí            | Sí            | Sí            | (noruec)      | (noruec)      |
| 2012 | Pixld                  | Airtight Games | (noruec)      | Sí            | (noruec)      | (noruec)      | (noruec)      | (noruec)      | (noruec)      |
| 2013 | DerpBike               | Airtight Games | (noruec)      | Sí            | (noruec)      | (noruec)      | (noruec)      | (noruec)      | (noruec)      |
| 2014 | Soul Fjord             | Airtight Games | Sí            | (noruec)      | (noruec)      | (noruec)      | (noruec)      | (noruec)      | (noruec)      |
| 2014 | Murdered: Soul Suspect | Square Enix    | (noruec)      | (noruec)      | Sí            | Sí            | Sí            | Sí            | Sí            |